# NBC新聞
NBC新聞（NBC News）是美國主要電視網之一全國廣播公司下屬的電視新聞部門，由NBC環球旗下子公司NBC環球新聞集團負責運營。該集團各項業務均向NBC新聞部主管報告。 NBC新聞首次播出電視新聞節目是在1940年2月21日。NBC新聞的編輯室與全國廣播公司總部位於同一個地方，即洛克菲勒中心通用電氣大樓。
NBC新聞負責製作美國收視率第一的晚間新聞節目《NBC晚間新聞》和美國最長壽的電視節目《會見新聞界》，同時NBC新聞還在《NBC環球檔案館》（NBC Universal Archives）網站上在線提供諸多非常難得的新聞片段。

## 傑出報導
NBC新聞是美國新聞界第一個採訪過兩任俄羅斯總統（普京和戈爾巴喬夫）的新聞單位，同時旗下記者布羅考也是美國新聞從業人員中唯一一個在1989年現場見證柏林牆倒塌的記者。

## 爭議

先前的NBC新聞標誌從1986年到2023年使用

2015年2月，NBC新聞當家主播布萊恩·威廉姆斯被爆出其講述多次的傳奇經歷——在2003年伊拉克戰爭中乘直升機被擊落後緊急迫降的故事——全部是虛構，在已有媒體取得關鍵證據後，2月7日他在主播台上公開承認並道歉。也有人連帶開始懷疑，其風災中報導大量浮屍等聳動性風格的過往報導可能都是添油加醋的杜撰。此事之後，NBC將其暫時停職。
2022年5月，NBC新聞引述匿名的消息來源，聲稱美國前總統川普支持的喬治亞州州長競選人大衛·珀杜的民調太差，使得川普不再指望珀杜，也不再公開露面支持珀杜。同一天，川普在其社交媒體Truth Social發文駁斥NBC新聞，表示自己一直支持大衛·珀杜，並稱「假新聞NBC」發佈騙人的故事。

## 下屬機構

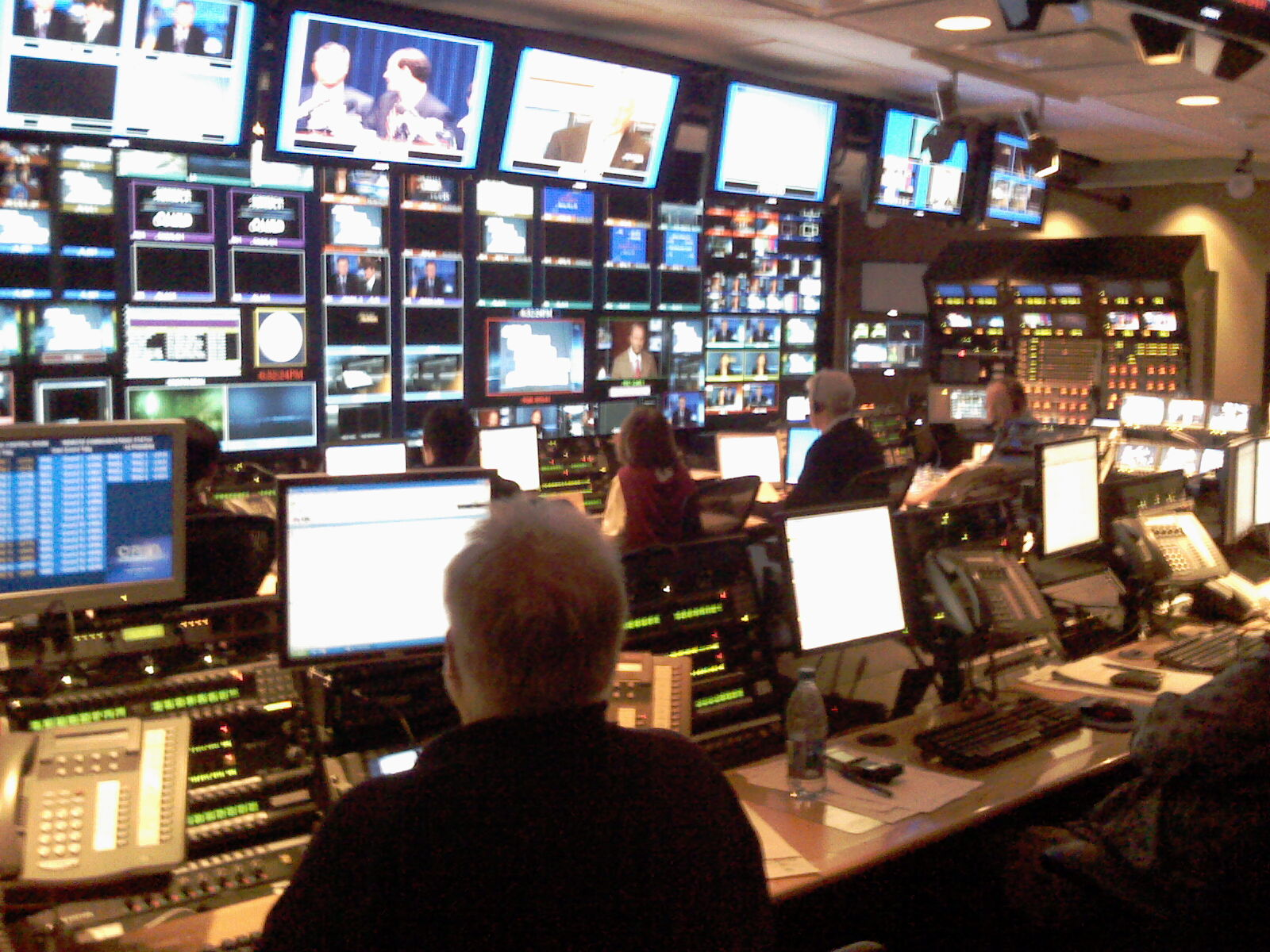
NBC國際新聞局

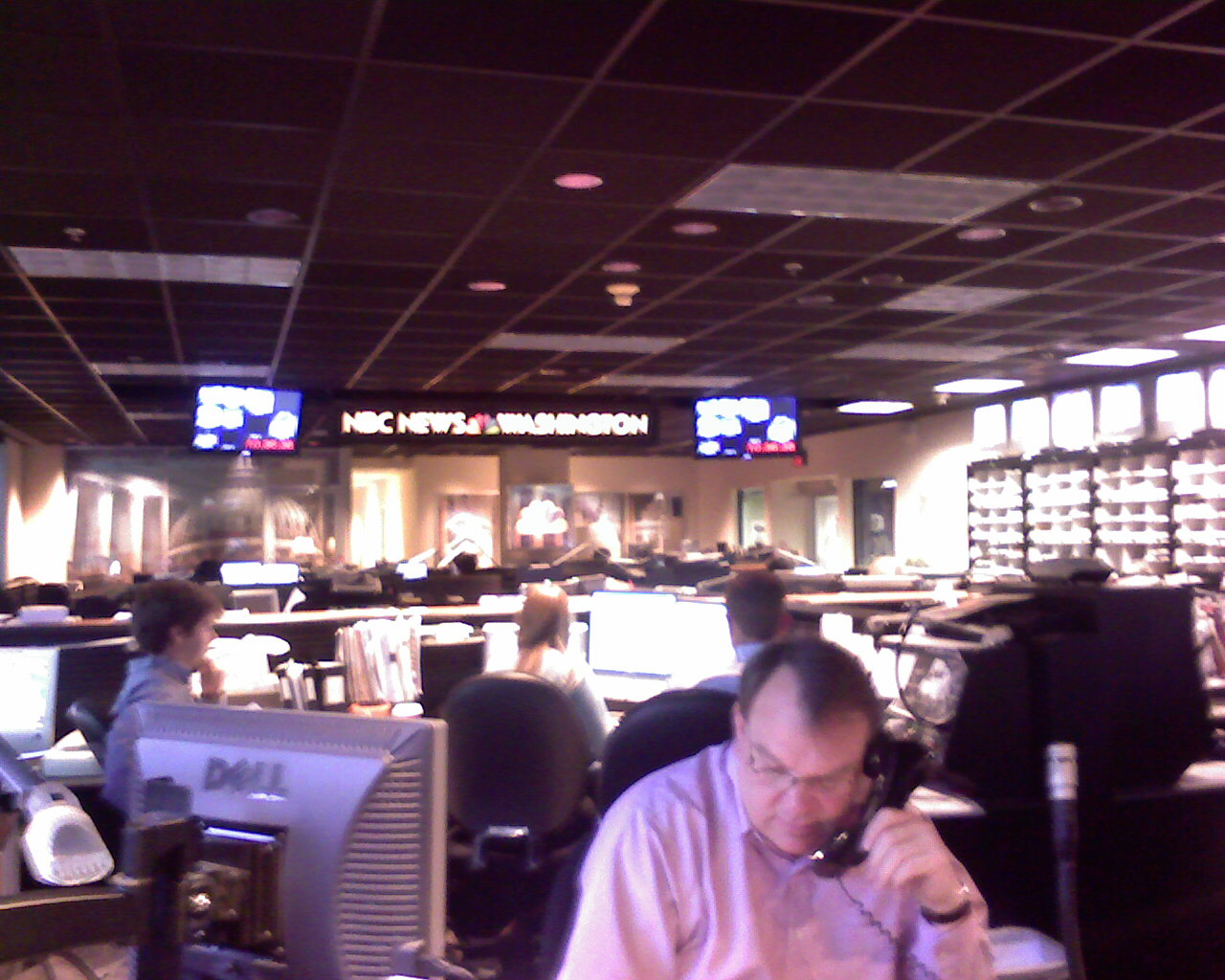
NBC政府新聞局

先前的NBC新聞標誌從2013年到2023年使用

### 主要事務局
- 國際新聞局：紐約州紐約市
- 西岸新聞局：加利福尼亞州環球市
- 政府新聞局：華盛頓哥倫比亞特區
- 歐洲新聞局：英國倫敦市

### 次要事務局
- WXIA-TV（英语：WXIA-TV）：喬治亞州亞特蘭大市
- WMAQ-TV（英语：WMAQ-TV）：伊利諾伊州芝加哥市
- KUSA-TV（英语：KUSA (TV)）：科羅拉多州丹佛市
- KXAS-TV（英语：KXAS-TV）：德克薩斯州達拉斯市
- KPRC-TV（英语：KPRC-TV）：德克薩斯州休士頓市
- WTVJ（英语：WTVJ）：佛羅里達州邁阿密市

注：所有隸屬NBC電視網所有并運營的加盟電視臺均可視為NBC新聞的地方事務局，不限於上表所列。

### 海外事務局

#### 非洲及中東地區
- CNBC非洲台總部：南非約翰内斯堡
- NBC新聞海外分局：阿富汗喀布爾
- CNBC非洲台分局：肯尼亞内羅畢
- CNBC非洲台分局：尼日利亞阿佈賈
- CNBC非洲台分局：尼日利亞拉各斯
- CNBC非洲台分局：南非開普敦

#### 歐洲及近東地區
- NBC新聞歐洲局和CNBC歐洲台總部：英國倫敦
- CNBC歐洲台分局：德國法蘭克福
- CNBC亞洲台分局MSNBC分局：伊拉克巴格達
- CNBC亞洲台分局MSNBC分局：黎巴嫩貝魯特
- CNBC亞洲台分局MSNBC分局：以色列耶路撒冷

#### 亞太地區
- CNBC亞洲台總部：新加坡
- NBC新聞亞洲局總部、CNBC亞洲台分局：香港
- NBC新聞亞洲局分局、MSNBC分局及CNBC分局：中國北京
- CNBC亞洲台分局：澳大利亞悉尼
- CNBC亞洲台分局：日本東京
- CNBC-TV18分局：印度新德裡
- CNBC巴基斯坦台分局：巴基斯坦伊斯蘭堡

## 主題音樂
絕大部份由NBC新聞製作的電視節目都使用約翰·威廉姆斯作曲的《任務》作為主題曲。該主題曲於1985年首次在全國廣播公司使用，幷於2004年重新編曲。

## 分支單位
- NBC新聞數碼頻道
- NBC新聞電台
- 孔雀製作（英语：Peacock Productions）
- NBC學習頻道
- NBC環球檔案館
- NBC出版社
- NBC新聞頻道[6]

## 外部連結
- 台呼主題音樂 "The Mission" （页面存档备份，存于）